# 朱簡
朱 簡（しゅ かん、1570年 - ?）は、中国明末の篆刻家。字は修能・畸臣。徽州府休寧県の人。新安印派に属する。

## 略伝
すでに刊行されていた『集古印譜』は版が重なって劣悪になっていたため、朱簡は陳継儒に付き従い、各地の収蔵家のところを訪ね歩いて古印の原鈐を悉く観て研究した。その結実が『印品』として出版されたが、ここではじめて秦漢以前の古璽を見極めたことは特筆される。のちの著書では篆刻理論を論じ識見が高い。
篆刻は、戦国時代から元朝までの体裁を自家薬籠中の物として、技巧的でない情趣溢れる作風であった。後の巴慰祖に影響を与えている。周亮工や董洵は朱簡を絶賛している。

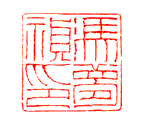
馮夢禎印
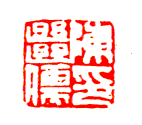
陳継儒印
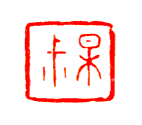
杲叔
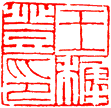
王穉登印
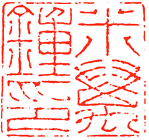
米万鍾印
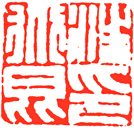
汪道昆印

## 著書
- 『印品』（万暦28年・29年）上巻は古璽、下巻は漢印の印譜
- 『印章要論』
- 『印経』
- 『菌閣蔵印』（天啓5年）自らの印譜